# بريان واطسون
بريان واطسون هو لاعب هوكي الجليد كندي، ولد في 14 نوفمبر 1942 في بانكروفت ‏ في كندا.

## وصلات خارجية
- بريان واطسون على موقع دوري الهوكي الوطني (الإنجليزية)
- بريان واطسون على موقع قاعة مشاهير الهوكي (لاعب أن.إتش.أل) (الإنجليزية)
- بريان واطسون على موقع EliteProspects.com (الإنجليزية)
- بريان واطسون على موقع HockeyDB.com (الإنجليزية)
- بريان واطسون على موقع Hockey-Reference.com (الإنجليزية)